# How to Create a Mind
How to Create a Mind: The Secret of Human Thought Revealed er en bog fra 2012 om hjernen, både den menneskelige og den kunstige af opfinderen og futurologen Ray Kurzweil.
Kurzweil beskriver en række tanke-eksperimenter der, ifølge ham, viser at hjernen indeholder et hierarki af mønstergenkendere. Baseret på dette præsenterer han sin "Pattern Recognition Theory of Mind". Han siger, at neokortexen indeholder 300 mio meget generelle mønstergenkendende kredse og hævder, at de er ansvarlige for de fleste aspekter af den menneskelige tænkning. Han peger også på at hjernen er en "recursive probabilistic fractal", hvis kode er repræsenteret af 30-100 millioner bytes komprimeret kode i genomet.
Kurzweil forklarer derefter at en computer-udgave af dette design, kan bruges til at skabe en kunstig intelligens, der er mere kompetent end den menneskelige hjerne. Den ville anvende teknikker såsom skjulte Markov modeller og genetiske algoritmer, strategier Kurzweil har anvendt med succes i sine år som en kommerciel udvikler af software til talegenkendelse. Fordi kunstige hjerner vil kræve omfattende computerkraft, henviser Kurzweil til sin "law of accelerating returns", der forklarer hvordan de kombinerede effekter af eksponentiel vækst, vil kunne levere den nødvendige hardware i løbet af blot et par årtier.